# Kerstin Matz
Signe Kerstin Matz, född Ahlstrand 10 december 1930 i Höganäs, är en svensk journalist och författare bosatt i Stockholm. 
Hon har varit journalist på tidningen Expressen under många år, där hon bland annat var deras korrespondent i Paris, kåsör och bokrecensent. 
Kerstin Matz är dotter till bergsingenjör Mauritz Ahlstrand och Signe Johansson. Under perioden 1959 till 1981 var hon gift med Edvard Matz och fick sönerna Michael Matz 1960 (gift med Oline Stig) samt Andreas Matz 1964 (gift med Andromeda Matz).